# Van Berckel (geslacht)

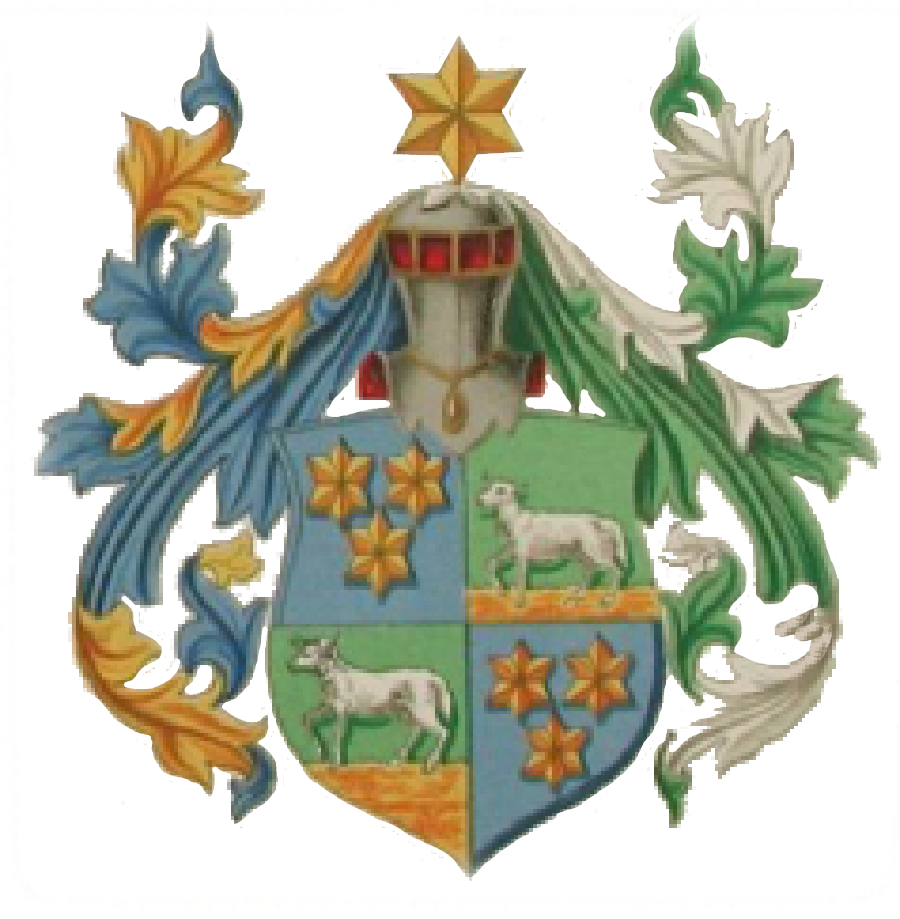
Familiewapen Van Berckel

Van Berckel is een oud-Delfts regenten geslacht in de 15e eeuw gegoed en oorspronkelijk uit het Noordeinde van Berkel afkomstig, waarvan de leden zich omstreeks 1650 definitief in Delft vestigden en ten tijde van de Vrede van Rijswijk, 1697, te Delft prominente en leidende katholieken waren als armmeester en regent van de R.K. godshuizen, vanaf de Bataafsche republiek (1795) en de emancipatie van de katholieken toentertijd, speelden zij een leidende rol in Delft, eind 18e en gedurende de hele 19e eeuw door de vele bestuursfuncties onder meer als burgemeester, die zij bekleedden als rijkste Delftse familie, door haar mecenaat, in de ontwikkeling van de stad Delft en haar universiteit. Leden van dit geslacht hadden onder meer zitting in de Eerste en Tweede Kamer en in de Hoge Raad. Zij zijn in 1964 en 2000 beschreven in “Het Nederland’s Patriciaat”.

## Geschiedenis
De bewezen stamreeks begint met Adriaen Wiggersz, geboren rond 1490, die in 1554 als gegoed in het Noordeinde van Berkel wordt vermeld. Diens achterkleinzoon testeerde met zijn vrouw te Delft en nakomelingen van die laatsten vestigden zich te Vrijenban. Bartholomeus van Berckel (1664-1724) was de eerste die als armmeester en regent der R.K. godshuizen bestuursfuncties ging bekleden in Delft; van hem en zijn echtgenote bestaan de eerste van een 200 jaar lange, complete reeks familieportretten.

## Enkele telgen
Bartholomeus van Berckel (1664-1724), grutter, brandewijnstoker en brouwer te Delft
- Martinus van Berckel (1700-1758), brouwer en korenbrandewijnbrander
  - Adrianus Josephus van Berckel (1751-1812), brouwer en brandewijnstoker, lid municipale raad, hoofdingeland van Delfland
    - Mr. Henricus van Berckel (1783-1862), advocaat, reder, brouwer, adjunct-maire, raadslid, wethouder en burgemeester van Delft, lid Vergadering van Notabelen 1814, lid Dubbele Kamer der Staten-Generaal, lid Provinciale Staten van Zuid-Holland, hoofdingeland van Delfland
      - Mr. Henricus Adrianus Antonius van Berckel (1809-1866), advocaat, rechter, penningmeester van Delfland, armbezorger en regent
        - Mr. dr. Gerard Josef Anthon van Berckel (1856-1928), president Raad van Justitie te Batavia, directeur Nederlands-Indische Bestuursacademie
          - Mr. Gerard Frans Willem van Berckel (1906-1966), burgemeester

        - Johanna Elizabeth van Berckel (1859-1921); trouwde in 1880 met mr. Johannes Henricus Antonius Maria Essink (1852-1918), burgemeester, lid Provinciale en Gedeputeerde Staten van Overijssel

      - Ludovicus Arnoldus van Berckel (1812-1855), koopman en wethouder van Delft
        - Henricus van Berckel (1837-1912)
          - Huberta Maria Johanna van Berckel (1863-1934); trouwde in 1889 met jhr. Titus Rudolf Johann Baptist van Grotenhuis van Onstein (1847-1927), burgemeester

        - Henrica Ludovica Maria van Berckel (1841-1898); trouwde in 1867 met Johannes Willem Bergansius (1836-1913, luitenant-generaal, minister van Oorlog, lid Raad van State, minister van Staat, adjudant i.b.d. van koningin Wilhelmina
        - Catharina Johanna van Berckel (1847-1923); trouwde in 1870 met Jan van Stolk (1826-1880), koopman en lid Gemeenteraad van Rotterdam, lid Tweede Kamer der Staten-Generaal

      - Mr. Bartholomeus van Berckel (1815-1888), notaris te Delft
        - Hendrik Joseph van Berckel (1853-1931), musicus en componist

      - Cornelis Franciscus van Berckel (1817-1885), koopman, voorzitter Kamer van Koophandel te Delft, lid Provinciale Staten van Zuid-Holland
        - Mr. Arnoldus Hyacinthus Maria van Berckel (1847-1915), lid Tweede en Eerste Kamer der Staten-Generaal, lid Provinciale en Gedeputeerde Staten van Utrecht
          - Mr. Arnoldus Louis Maria (Nol) van Berckel (1890-1973), raadsheer Hoge Raad der Nederlanden, voetbalinternational

      - Joannis Antonius Marie van Berckel (1818-1911), reder en viceconsul van Sardinië te Rotterdam
        - Mr. Johannes Bernardus van Berckel (1852-1926), bankier, lid Gemeenteraad van 's-Gravenhage
          - Mr. Theodore Louis (Bob) van Berckel (1889-1973), jurist en laatstelijk president van het Gerechtshof van 's-Gravenhage; huwde Anna Louise Angèle Marie Hubertine (Wies) Regout, de lijn Jules Joseph Hubert Regout, (1893-1958); acht kinderen
            - Mathias George Maria (Thijs) van Berckel (1928-2021), burgemeester
            - Jan Robert August Marie van Berckel (1932-2020), directeur bij De Nederlandsche Bank] en onder meer voorzitter Stichting Het Limburgs Landschap

          - Cornelis Marius van Berckel (1892-1970), administrateur Kinderbescherming
            - Cornelis Eugène Jacob Maria (Cees/Kees) van Berckel (1932-2016), burgemeester

        - Mr. Lodewijk Hendrik van Berckel (1853-1924), kunstschilder
        - Pieter Emile Gummarus van Berckel (1860-1935), directeur Distilleerderij De Papegaai te Delft
          - Wilhelmina Amélie van Berckel (1890-1968); trouwde in 1914 met dr. ir. Theodorus Stephanus Gerardus Johannes Maria van Schaik (1888-1968), minister
          - Dr. Gerard Jan Joseph van Berckel (1892-1945), arts; trouwde in 1921 met Elmire Sidonie Blanche Edith Josephine Kamps (1895-1988)
            - Drs. Gerard Frits Josef (1925-2000), arts-radioloog; trouwde in 1956 met jonkvrouw Maria Emalia van Riemsdijk (1933-2014)
            - Mr. Maarten Pieter Stefan van Berckel (1926-1990), diplomaat, laatstelijk ambassadeur

      - Eugénia Cornelia Juliana van Berckel (1825-1885); trouwde in 1849 met jhr. Franciscus August Johan Dommer van Poldersveldt (1820-1871), burgemeester van Ubbergen, lid Provinciale Staten van Gelderland

    - Arnoldus Joannes van Berckel (1785-1846), koopman te Delft
      - Henrica Cornelia Johanna van Berckel (1816-1854); trouwde in 1842 met mr. Eduardus Josephus Hubertus Borret (1816-1867), lid Tweede Kamer der Staten-Generaal, lid Raad van State, minister

Geslachten die opgenomen zijn in het sinds 1910 verschijnende genealogische naslagwerk Nederland's Patriciaat. Lijst volgens opgave van het CBG Centrum voor familiegeschiedenis.
A · B · C · D · E · F · G · H · I · J · K · L · M · N · O · P · Q · R · S · T · U · V · W · Y · Z